# 뇌하수체 후엽
뇌하수체 후엽(posterior lobe of the pituitary gland) 또는 뒤뇌하수체(posterior pituitary, 뇌하수체뒤엽, 하수체후엽) 또는 신경뇌하수체(neurohypophysis)는 뇌하수체의 뒤쪽 부분으로, 내분비계에 속한다. 뇌하수체 후엽은 전엽과 달리 샘 조직으로 이루어져 있지 않다. 대신 대부분의 뇌하수체 후엽은 시상하부에서 나와 뇌하수체 전엽의 뒤쪽에서 끝나는 축삭돌기가 모여 구성된다. 후엽의 축삭돌기에서는 옥시토신과 바소프레신 같은 신경뇌하수체호르몬이 직접 혈류로 분비된다. 시상하부-신경뇌하수체 계통(hypothalamic–neurohypophyseal system, 시상하부-신경뇌하수체계)는 시상하부의 뇌실곁핵과 교차위핵, 뇌하수체 후엽, 축삭돌기로 구성되어 있다.

## 구조
뇌하수체 후엽은 대부분 시상하부의 뇌실곁핵과 교차위핵에서 출발한 대세포성 신경분비세포의 축삭으로 이루어져 있다. 이 축삭들은 신경뇌하수체호르몬인 옥시토신과 바소프레신을 저장했다가 신경뇌하수체의 모세혈관으로 분비한다. 모세혈관을 통해 호르몬은 온몸순환으로 진입하며, 부분적으로는 뇌하수체문맥계로 돌아온다. 뇌하수체 후엽에는 이러한 축삭뿐만 아니라 뇌하수체세포, 호르몬의 보관과 분비를 돕는 별아교세포와 유사한 모양의 특수한 아교세포 등이 존재한다.
뇌하수체 후엽의 분류는 문헌마다 차이가 있으나 대개 신경 부분(pars nervosa)과 뇌하수체 줄기로 나뉜다. 신경부분은 후엽의 대다수를 차지하며 옥시토신과 바소프레신을 저장한다. 또한 헤링 소체(Herring body)와 뇌하수체세포(pituicyte)가 포함되어 있다. 뇌하수체줄기는 시상하부와 뇌하수체를 연결하는 부분이다.
정중 융기(median eminence)는 뇌하수체 후엽에 포함하는 경우도 일부 있고, 뇌하수체에 포함하지 않는 문헌도 존재한다.
소수 문헌에서는 뇌하수체 중간엽을 후엽에 포함하는 경우도 있으나 소수 견해에 해당한다.

## 기능
뇌하수체 후엽은 옥시토신과 바소프레신이라는 두 가지 호르몬을 보관하여 분비한다. 이 호르몬들이 만들어지는 곳은 시상하부이다. 시상하부에서 생산된 옥시토신과 바소프레신은 뇌하수체 후엽에서 혈류로 분비되기 전, 신경분비소포에 보관된다. 이러한 신경분비소포 덩어리를 헤링소체라고 한다.
| 호르몬 이름 | 다른 이름                         | 약칭         | 주 표적      | 효과                                                       | 기원               |
| ----------- | --------------------------------- | ------------ | ------------ | ---------------------------------------------------------- | ------------------ |
| 옥시토신    |                                   | OT, OXY      | 자궁, 젖샘   | 자궁수축, 젖분비                                           | 교차위핵, 뇌실곁핵 |
| 바소프레신  | 아르지닌 바소프레신, 항이뇨호르몬 | VP, AVP, ADH | 콩팥, 세동맥 | 물 저장을 자극함, 세동맥을 수축하게 만들어 혈압을 상승시킴 | 교차위핵, 뇌실곁핵 |

## 추가 이미지

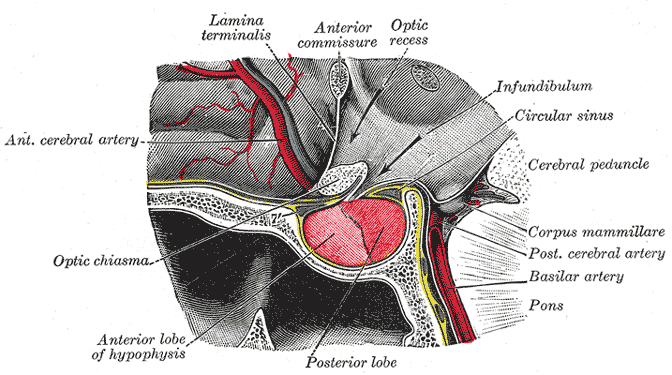
뇌하수체 후엽

## 같이 보기
- 뇌하수체 전엽
- 시상하부-뇌하수체-부신 축
- 시상하부-뇌하수체-생식샘 축